# Henri Disy
Henri Disy (* 6. September 1913; † 8. September 1989 in Overijse) war ein belgischer Wasserballspieler, der bei Olympischen Spielen und bei Europameisterschaften je eine Bronzemedaille gewann.

## Karriere
Henri Disy spielte für den Verein Cercle de Natation de Bruxelles, der von 1935 bis 1949 den belgischen Meistertitel gewann außer 1944 und 1945, als kriegsbedingt keine Meisterschaft ausgetragen wurde.
Bei der Europameisterschaft 1934 in Magdeburg wurden die Belgier in der Vorrunde Zweite hinter den Ungarn, wobei Disy zehn Gegentore kassierte. In der Finalrunde spielten die Belgier Unentschieden gegen die Schweden und verloren gegen die Deutschen. Bei Punktgleichheit mit den Schweden wurden die Belgier wegen der besseren Tordifferenz Dritte.
1936 bei den Olympischen Spielen in Berlin gewannen die Belgier ihre Vorrundengruppe vor den Niederländern. In ihrer Halbfinalgruppe unterlagen sie den Ungarn und besiegten sie die Briten. Nach einem Sieg über die Franzosen und einer Niederlage gegen die Deutschen erhielten die Belgier die Bronzemedaille. Disy war als Torhüter in allen sieben Spielen dabei und erhielt insgesamt 13 Gegentreffer.